# Edward Haladyn
Edward Haladyn (ur. 20 kwietnia 1949 w Bobrownikach nad Prosną, zm. 26 maja 2007 w Ostrzeszowie) – artysta grafik; mieszkaniec Ostrzeszowa.

## Życie i działalność artystyczna
W 1969 roku ukończył Państwowe Liceum Sztuk Plastycznych w Szczecinie. Odtąd nieprzerwanie zajmował się plastyką. Mimo że bliższa była mu rzeźba, częściej trudnił się malarstwem, grafiką i fotografią.
Przez wiele lat inscenizował kompozycje przestrzenne wielkanocnych grobów w parafii Chrystusa Króla w Ostrzeszowie. Jego dziełami są polichromie w kościołach w Bobrownikach nad Prosną, Bukownicy i Ochędzynie.
W Ostrzeszowie zorganizował cztery wystawy autorskie: w 1981 roku w Galerii na Zamku, w 1991 w ratuszowej Galerii „Pod Zegarem”. Dwie następne wystawy w salach wystawowych ratusza: w 2000 roku – rysunek satyryczny, w następnym roku pokazał swoją twórczość na ekspozycji zatytułowanej „W słońcu i w deszczu...”
Uczestniczył w wielu przeglądach twórczości na szczeblu lokalnym, wojewódzkim i krajowym, a także w konkursach otwartych krajowych i międzynarodowych uzyskując w nich nagrody oraz wyróżnienia w dziedzinie grafiki, malarstwa i fotografii.
Był autorem scenografii na Festiwalu Piosenki Turystycznej, Ballady i Poezji śpiewanej „Baszta” w latach 1996–1998.
Regionalista, obserwator, znawca architektury ziemi ostrzeszowskiej, lokalnego folkloru, tradycji i obrzędów. według jego projektów w latach 70. odtworzono na potrzeby zespołu działającego przy Ostrzeszowskim Domu Kultury stroje ludowe charakterystyczne dla południowej części Wielkopolski.
Kontynuator artystycznego przesłania Antoniego Serbeńskiego, tak jak on na trwałe wpisał się w wizerunek Ostrzeszowa. Przemierzając o różnych porach ulice, alejki, podmiejskie łąki, lasy, okoliczne uroczyska rejestrował w pamięci widoki warte uwagi. Uwieczniając na płótnie i papierze ciekawe zakątki Ostrzeszowa i okolicy dokumentował teraźniejszość, rejestrował zmiany zachodzące w architekturze, a także sięgał do przeszłości odtwarzając na podstawie archiwalnych fotografii wygląd nieistniejących już – kościoła św. Anny, bożnicy, klasztornego stawu, ratusza, młyna, browaru, karczmy, zabudowań w sąsiedztwie Baszty.

W jednej z ostatnich notatek napisał: 

Ja tym Ostrzeszówkiem jestem zauroczony, jak piękną kobietą i ją uwieczniam też jak Mistrz Antoni, choć z biegiem lat wprowadzam swoje spostrzeżenia i elementy w myśl zasady, że czas mija, a jedynie dobra sztuka zostaje.(...) Moim życiowym mottem jest myśl wzięta z Koranu „Na tamten świat zabierzesz tylko to, co za życia ludziom dałeś”

Fascynowały go i wielkie formaty np. obrazy batalistyczne z powstania wielkopolskiego i precyzyjne miniatury – szereg małych form graficznych, ekslibrisy.
Dzielił się swoją wiedzą i umiejętnościami prowadząc w Ostrzeszowskim Domu Kultury pracownię plastyczną, Klub Plastyka Amatora oraz działając w Klubie Fotograficznym KADR.
Aktywnie uczestniczył w aranżacji sal ekspozycyjnych oraz organizacji i montażu wystaw stałych i czasowych Muzeum regionalnego w ostrzeszowskim ratuszu i w piwnicach zameczku. Jest autorem portretów rzeźbiarskich Antoniego Serbeńskiego, Stanisława Czernika, Stanisława Thiela, zestawu linorytów, obrazów o tematyce powstańczej znajdujących się w zbiorach Muzeum w Ostrzeszowie.
Był projektantem okolicznościowych medali i statuetek; w 2003 roku jego ilustracje zostały zamieszczone w wydawnictwie „Ziemia Ostrzeszowska w baśniach i legendach”.
W 2006 roku wraz z Muzeum ostrzeszowskim i Kołem Związku Filatelistów Polskich był organizatorem wystawy „Jan Paweł II wśród nas”. Ekspozycję otwierał cykl obrazów przedstawiający architekturę sakralną ziemi ostrzeszowskiej i portrety papieża, w planach była wystawa grafik.
Jako znawca życia i twórczości Antoniego Serbeńskiego włączył się w realizację filmu poświęconego artyście, jego zadaniem miało być połączenie teraźniejszości z czasem, kiedy po ulicach Ostrzeszowa spacerował Antoni Serbeński. Niestety w realizowanej obecnie części filmu znajdą się tylko zdjęcia z pracowni.
Większość prac Edwarda Haladyna jest w mniejszych lub większych kolekcjach prywatnych na terenie kraju i za granicą.

## Zdobyte nagrody i wyróżnienia

### W dziedzinie grafiki
XIV Okręgowa Wystawa SOW – Wrocław 1971wyróżnienie – plakat – „Port”
I Międzywojewódzki Konkurs na Grafikę – Leszno 1974wyróżnienie – gipsoryt
II Międzywojewódzki Konkurs na grafikę – Leszno 1976II nagroda -„Stare Miasto” – linoryt
Ogólnopolski Konkurs Graficzny „Pejzaże wiejskie” – Płock 1976II nagroda – „Oczekiwanie” linoryt
II Wojewódzki PARA Kalisz – 1977I nagroda – „Zestaw grafik”
Ogólnopolski Konkurs Graficzny „Pejzaże wiejskie” – Leszno 1977III nagroda – „Weteran” – linoryt
Konkurs Plastyczny „Świat, który nie może zaginąć” – Kalisz 1977I nagroda – „Stary wiatrak”, „Serce wiatraka” – linoryty
Międzywojewódzki Konkurs na drzeworyt – Włoszakowice 1978II nagroda – „Fascynacja” – drzeworyt
Ogólnopolski Konkurs na Graficzne Pejzaże Wiejskie – Warszawa 1978wyróżnienie „Muzyczny pejzaż” – drzeworyt
III Wojewódzki PARA – Kalisz 1978nagroda zespołowa – linoryt
Ogólnopolski Konkurs Graficzny „Pejzaże wiejskie” – Warszawa 1979wyróżnienie – „Chłopska dłoń”– linoryt
Międzynarodowy Przegląd Ekslibrisu – Katowice 19922 kwalifikacje
I Krakowskie Biennale Ekslibrisu Polskiego – Kraków 19941 kwalifikacja
Międzynarodowy Konkurs na Ekslibris o motywach powstania warszawskiego – Warszawa 19942 kwalifikacje
Rysunki Humorystyczne i Satyryczne – Warszawa 19943 kwalifikacje
Międzynarodowy Konkurs Graficzny – Augustów 1994wyróżnienie

### W dziedzinie malarstwa
Wystawa Malarstwa – Międzychód 1974wyróżnienie – „Wiatrak” – olej
II Wojewódzki PARA – Kalisz 1977I nagroda – „Stara chata” – olej

### W dziedzinie fotografii
Ogólnopolski Konkurs Amatorskiej Fotografii Artystycznej – Kalisz 1978III nagroda „Brama” – brom
IV Ogólnopolska Wystawa „Sztuka ludowa i jej twórcy” – Chełm 1979kwalifikacja – „Drzewoludki” – brom
Ogólnopolski Konkurs Fot. „Ochrona zabytków” – Skierniewice 1979kwalifikacja – „Przemijanie” – brom
Ogólnopolski Konkurs Fot. „Rodzina Polska” – Warszawa 1979wyróżnienie honorowe – „Rodzina polska” – brom
Zdjęcie tygodnia – „Super Express” – Warszawa 1993„Dwuosobowy chlewik”
Zdjęcie tygodnia – „Super Express” – Warszawa 1993„W pełnej gotowości”
Przegląd Fotograficzny – Kalisz 1997wyróżnienie „Cmentarna zjawa”
Na podst. broszury wydanej z okazji wystawy twórczości Edwarda Haladyna w Muzeum Regionalnym im. Władysława Golusa w Ostrzeszowie oraz informacji uzyskanych w tym muzeum.